# Йосип Броз Тито
Вижте пояснителната страница за други значения на Тито.
Йосип Броз Тито (на сърбохърватски: Josip Broz Tito) е югославски комунистически деец, ръководил Социалистическата федеративна република Югославия от края на Втората световна война до своята смърт през 1980 година.
Тито е последният носител на най-висшия съветски военен орден „Победа“ заради организирането на югославската съпротива от югославските партизани в хода на Втората световна война.

## Биография
Роден е под името Йосип Броз в Кумровец, Северозападна Хърватия, областта Загоре, която по онова време се намира в Австро-Унгария. Той е седмото дете на хърватина Франьо и словенката Мария Броз.
По време на Първата световна война е арестуван за антивоенна пропаганда и е пратен на Източния фронт, областта Галиция.
През 1920 г. става член на Югославската комунистическа партия. Получава прякора си Тито през 1934 г. Образова се като механик. Желязната му диктатура води до подобряване на стопанското положение на Югославия, но и до множество убийства, предизвикали отчасти югокризата от 90-те години на 20 век.
През Втората световна война организира антифашистката съпротива на югославските партизани. По-късно е основаващ член на Коминтерна, но устоява или по-скоро отказва да се поддаде на съветското влияние. През 1961 г. по негова покана в Белград се провежда Първата конференция на необвързаните държави – организация, обединена около неодобрението към империализма на западните държави, както и към свръхвъоръжаването на Великите сили.
Йосип Броз Тито е сред най-влиятелните личности на 20 век.

### Ранни години
Записва се в основното училище в Кумровец, но не успява да завърши втори клас и напуска училище през 1905 г. Започва работа (1907) като чирак механик в Сисак. Там се запознава с работническото движение и празнува за първи път Деня на труда. През 1910 г. се присъединява към Сдружението на металурзите, както и към Социалдемократическата партия на Хърватия и Словения.
През май 1912 г. Броз встъпва в армията, където печели адмирациите на своите командири и получава сребърен медал при отбраната на Будапеща. През 1915 г. е ранен и заловен от руснаците. След 13-месечен плен и лечение в руска болница Тито е изпратен да работи в мини на планината Урал, където е избран от затворниците за техен лидер. През февруари 1915 г. недоволни работници разбиват оградите и освобождават затворниците. Броз избягва и се присъединява към болшевишката организация. На 16 – 17 юли 1917 г. се присъединява към демонстранти в Санкт Петербург и отново е заловен. Успява да избяга и се укрива при руско семейство в Омск, където се запознава с бъдещата си съпруга, Пелагия Белоусова. Жени се за нея през януари 1920 г. (той е на 27, а тя – на 15 години).
Тито е член на Червената гвардия в Омск. През 1918 г. кандидатства в Руската комунистическа партия. През юни напуска Омск, за да търси препитание.

### Политическа дейност
Завръщайки се в Югославия с жена си, се присъединява към Югославската комунистическа партия (ЮКП). Влиянието на ЮКП над политическия живот нараства все повече и през 1920 г. се стига до очаквана победа на комунистите, които печелят 59 места и стават третата по сила партия. Кралският режим обаче не толерира ЮКП и я обявява за нелегална през 1921 г. Всички спечелени от ЮКП места са анулирани, но въпреки тази пречка Тито продължава да върши тайно своята дейност.
Следващите години се оказват трудни за Тито, тъй като започва постоянно да се мести в търсене на работа. През 1925 г. намира постоянна работа на пристанище в Кралевица. Избран е за лидер на профсъюза и една година по-късно организира стачка. Веднага след нейния край е уволнен и се мести в Белград, където работи като кондуктор. Назначен е за комисар на работниците, но е уволнен веднага, след като се разкрива партийната му самоличност. Следващото му местене е в Загреб, където е назначен за секретар на работниците в металургията в Хърватия.
От 1935 година Йосиф Броз живее в Москва, където е служител на Коминтерна. Там той участва активно в Голямата чистка, при която са арестувани над 800 югославски комунисти. Сред пострадалите с личното му участие е бившият югославски партиен лидер Милан Горкич, както и бившата съпруга на Броз, обявена за германска шпионка. В същото време в по-късните си спомени той твърди, че е оцелял при чистките само заради покровителството на генералния секретар на Коминтерна Георги Димитров.
За първи път Тито е официално признат за лидер на комунистите на 28 април 1941 г., когато повежда партизанските сдружения за освобождаване от германска окупация и полагане на нов политически режим. На 13 май 1941 г. Тито и комунистическите партизани се изправят срещу голямо предизвикателство в лицето на голямата сръбска Югославска армия в отечеството. Тази антигерманска и антикомунистическа съпротива е роялистка и е командвана от генерал Дража Михайлович. Силите, командвани от Михайлович, са известни още като четници. За дълго време четниците са подкрепяни от Великобритания, САЩ и изпратения в изгнание Петър Втори.
След операция „Барбароса“ той организира събрание на Централния комитет на ЮКП, което го поставя в ролята на главнокомандващ. Тито заповядва бойна готовност на 22 юни 1941 г. в гората на Брезовица, близо до Сисак, Хърватска област. Югославските партизани формират известната Първа партизанска бригада Сисак, която се състои главно от хървати от близкия град. Това показва, че Тито възнамерява да се възползва максимално от сключения пакт, за да се приготви колкото може по-добре за неизбежното, както и за да могат неговите хора да въстанат точно на първия ден от операция „Барбароса“. Въпреки забавянията, причинени от пакта Молотов – Рибентроп, това са сред най-ранните антифашистки формации в Европа. Комунистическата идеология на партизаните води до това, че те не съблюдават с врага никакви норми на поведение и не уважават националните и религиозните ценности на никой народ в Югославия, като тази линия във войната в отговор веднага намира поддръжници и сред противниците на партизаните и до голяма степен причинява особената жестокост на войната в Югославия.
Комунистическите партизани скоро започват широка, обширна и успешна кампания и започват да освобождават части от територията на Югославия. Действията на партизаните, сред които и особено жестоки убийства на немски военнопленници, чиито тела после се връщат на другарите им, умишлено провокират германците да осъществяват ответни действия срещу цивилните. Тези ответни удари довеждат до масови убийства. Едно от тези деяния е обрисувано в исторически анали като „Втората световна в цвят“. Приемането на тези драстични удари, поети от невинни цивилни, е главен момент в отношенията между Михайлович и Тито. В освободените територии партизаните организират комитети, които да изпълняват ролята на гражданско управление. Тито е най-видният лидер на Антифашисткия съвет на националното освобождаване на Югославия – АФСННО, чието заседание се състои в Бихач на 26 ноември 1942 г. и Яйце на 20 ноември 1943 г. В тези две заседания се установява военната организация на държавата, правейки я федерация. В Яйце Тито е назначен за председател на Националния комитет за освобождение. На 4 декември 1943 г., докато по-голямата част от държавата е окупирана от Оста, Тито провъзгласява провинционално демократическо югославско правителство.
След като Титовите комунисти удържат силни нападения на Оста в периода януари – юни 1943 г., съюзниците дават подкрепата си на партизаните. Петър Втори от Югославия, американският президент Франклин Рузвелт и британският министър-председател Уинстън Чърчил се присъединяват към Сталин в признаването на Тито и неговите партизани по време на Техеранската конференция. Резултатът от това се изразява в изпращане на съюзнически парашутисти в тила на Оста, за да помогнат на партизаните. Като лидер на комунистическата съпротива, Тито е мишена на Оста в окупирана Югославия. Германците се доближават до залавянето и убиването на Тито на три пъти: през 1943 г. при офанзивата операция „Бяло“, в последвалата операция „Черно“ (когато е ранен и е спасен само заради смелата проява на вярното му куче, жертвало се за него) и на 25 май 1944 г., след като едва успява да избегне германската операция „Ход с коня“ (Operation Rösselsprung) точно до неговия щаб в Дървар.
В края на 1944 г. е подписан Виският договор за сливане на Титовото комунистическо правителство с това на краля в изгнание Петър II, известен и като споразумението Тито – Шубашич. На 7 март 1945 г. правителството на Демократическата федерална република Югославия е събрано в Белград от Тито и Комунистическата партия на Югославия. Това правителство е оглавено от Тито и няма никакви представители от югославското правителство в изгнание или от Петър Втори. След изборите през ноември 1945 г. Тито е назначен за министър-председател и министър на външните работи на ДФРЮ.
По онова време югославските сили, смесени с Червената армия, са въвлечени в изгонването на етнически германци от Югославия. Сърбите също са подлагани на масови репресии – само в Белград след превземането му са разстреляни между 13 и 30 хиляди души. Много невинни и невоенни са убити в дните след края на войната заради обвързаността си с оттеглящите се германци и нацисти, включително и с четническото движение. Мнозина от военните формации са заловени, докато бягат сред тълпи бегълци и преселници, и въпреки обещанията на Тито за безобидно предаване на съратниците, голяма част от тях са избити. Тези събития са известни като „клането в Блайбург“. Югославските партизани са свързани и с други големи избивания, като тези в Бачка на т.нар. унгарски фашисти и операция „Кийлхоул“ – избиването на група хърватски фашисти, предадени на Югославия от британците. Въпреки това няма доказателства, че Тито или партизанските главнокомандващи са ги заповядали, а вместо това те са свързвани с местни хора и партизани, които раздават правосъдие на нацистите. Избити са около 1,7 млн. югославски заговорници.
През ноември 1945 г. е приета нова конституция. Югославия организира армия от партизанското движение – Югославската народна армия, която за определен период е смятана като петата по сила в Европа. Тито организира и тайна полиция. Тя е натоварена със задачата да намира, залавя и изправя пред съда нацистки заговорници. На 29 ноември 1945 г. Петър Втори е изгонен от Югославия. Дража Михайлович е заловен от ОЗНА и е екзекутиран на 18 юли 1945 г.
Режимът на Тито в Югославия има някои характеристики на диктатура, въпреки че не съвпада точно с модела на другите държави след Втората световна война. Комунистическата партия на Югославия печели първите следвоенни избори. Тито се ползва с огромна популярност по онова време. Режимът на Титовата партия използва времето на власт, за да открие още колаборационисти, а също да се разправи с политическите си противници. Митологизирайки партизанското движение, режимът обединява разединените чрез война народи на Югославия в единен народ.
През октомври 1946 г. на първата си специална сесия за 75 г. Ватиканът заклеймява Тито и югославското правителство за осъждането на хърватския католически архиепископ Степинац на 16 години затвор за помагане на терористи и насилствено прекръстване на сърбите към католицизма – независимо че по време на войната е спасил живота на десетки хиляди сърби и евреи, изисквайки от подчинените му свещеници да ги приемат в лоното на Католическата църква, без да изискват от тях особени познания за католицизма, за да изпълнят най-висшия дълг на християнина – спасяването на човешкия живот, и със съзнанието, че след края на преследванията католици ще останат само искрено вярващите сърби и евреи.

### Политически успехи
През 1948 г., мотивиран от желанието да създаде силна и независима икономика, Тито става първият и единствен социалистически лидер, успешно отхвърлил лидерството на Сталин в Коминтерна. Той е сред малцината, които се противопоставят на Сталин в неговото изискване за абсолютна вярност. Сталин приема случая лично, но за първи път това няма крайни последствия. „Спри да ми пращаш убийци. Ако ли не, аз ще изпратя един до Москва и няма да има нужда да изпращам втори“, пише Тито на Сталин. Югославската партия е изключена от Коминтерна на 28 юни 1948 г. Въпреки този конфликт Югославия продължава да поддържа СССР по ключови за разпространението на международния комунизъм въпроси – примерно като непостоянен член на Съвета за сигурност на ООН през 1950 година тя единствена гласува против изпращането на сили на ООН за отблъскване на Севернокорейската агресия срещу Южна Корея.
Първото спречкване между Югославия и СССР донася на Тито голямо международно признание, но също така слага начало на период на нестабилност, който често е характеризиран като периода на Коминформбюро. Титовата форма на комунизъм е наречена от Москва титовизъм. Започва преследване на заподозрени титовисти из целия Комунистически блок. Кризата почти стига и до военен конфликт. На 26 юни 1950 г. Националното събрание подкрепя идеята на Тито и Милован Джилас за себеорганизиране: вид независим социализъм, който експериментира с разпределението на печалбите между работниците в държавните фабрики. На 13 януари 1953 г. те установяват този закон за основа на югославската икономика. Въпреки че е бил по-ефикасен от съветския модел в краткосрочен план, той е бил с ниска в сравнение със Запада производителност, високи инфлация, корупция, ръст на външния дълг и висока безработица, смекчавана от масовата емиграция на югославяните зад граница – през 1987 Югославия има около милион безработни и приблизително толкова емигранти при 23 милиона жители. Новата система затруднява оперативното приемане на стопански решения, което води до издаване на множество правови актове, но всеки въпрос е изисквал многобройни допълнителни съгласувания, което създава така нареченото „договорено стопанство“, когато обективните пазарни закони често се подменят със съглашения между стопанските субекти. Системата на практика се оказва тромава, умишлено усложнена, ограничаваща самостоятелността на предприятията и обвързваща ги в мрежа от доброволно – принудителни „обществени договори и самоуправленски съглашения“, ключова роля за чието сключване играят властовите органи и партийните организации, като установяването на по-перфиден държавен контрол над стопанството се оказва целта на реформите. Собствеността на компаниите остава изцяло държавна, и при уволнение работника губи всичко, и в резултат служителите предпочитат да използват средствата на компаниите само за себе си, вместо за инвестиции, които да подобрят състоянието на компанията. Затова основните източници на инвестиционни ресурси стават банките, даващи заеми при отрицателни лихви, което води до неефикасни проекти, корупция и инфлация. Служителите от успешни предприятия с високи заплати се противопоставят на приема на такива от неблагополучни производства и в резултат разликите между заплатата на работещите в една и съща професия в различни отрасли и в труда вътре в един и същи сектор са по-високи от тази в западните страни. Нови предприятия почти не се строят, а в края на 70 – те между 20 и 30% от предприятията, където работят 10% от югославските работници са нерентабилни. Тито наследява като президент Иван Рибар на 14 януари 1953 г.
След смъртта на Сталин, Тито отхвърля поканата на СССР за нормализиране на отношенията между двете държави. Никита Хрушчов и Николай Булганин посещават Тито в Белград през 1955 г. и се извиняват за злините на Сталиновата администрация. Тито посещава СССР през 1956 г., което сигнализира на света, че отношенията между СССР и Югославия се успокояват. Взаимоотношенията обаче отново се нажежават в края на 1960-те г. От 1961 започва ръст на външния дълг със средно 18% годишно. В края на 60-те югославският стопански модел става напълно безперспективен и се налага преобразуването му в държавно-капиталистически, а после – и в частно-държавен, както са осъществени по-късните реформи на Дън Сяопин в Китай, но това не е направено. Републиканските и местните банки вкарват под дългово робство нерентабилните самоуправляващи се колективи и предпочитат вместо стопанско развитие паразитно свръхпотребление. Също така управленско-технократичната бюрокрация се разделя на съперничещи си местни групи, провокирайки разпад на югославското стопанство и нарастване на враждебността между републиките и автономните области, ставайки една от причините за разпада на Югославия.
Под лидерството на Тито Югославия става учредителен член на организацията Движение на необвързаните държави. През 1961 г. Тито е съосновател на движението заедно с Гамал Абдел Насър от Египет, Джавахарлал Неру от Индия, Сукарно от Индонезия и Кваме Нкрума от Гана. Чрез този договор Тито установява силни връзки с държави от Третия свят.
На 7 април 1963 г. държавата променя името си на Социалистическа федеративна република Югославия. Реформите насърчават частния бизнес и сериозно разширяват свободата на словото и религията.
През 1966 г. е подписано споразумение с Ватикана, което дава още свобода на югославската римокатолическа църква. Новият социализъм на Тито е посрещнат с голямо недоволство от традиционните комунисти.
На 7 януари 1967 г. Югославия става първата социалистическа държава, отворила своите граници за чужденци от Запада. Тито е активен и по отношение на арабско-израелския конфликт. В неговия план се изисква от арабите да признаят Израел срещу връщане на територии, които Израел е окупирал, но арабите и евреите отказват.
През февруари 1974 г. новата конституция е изготвена и според нея Йосип Броз Тито е доживотен президент, правата на югорепубликите се разширяват, САО Косово и САО Войводина стават равноправни на републиките, а първата официално става втора албанска държава[източник? (Поискан преди 34 дни)]. Албанците стават и държавнообразуващ народ на СР Македония[източник? (Поискан преди 34 дни)]. Конституцията превръща Югославия в де факто конфедерация, поддържана цяла само от личността на Тито, който сам предвижда, че след смъртта му държавата ще се разпадне.
Във външната си политика Тито спазва неутралитет с останалите държави и установяване на връзки с развиващите се държави. В неговите публични изказвания често е споменавано, че взаимоотношенията с всички държави са неутрални, стига те да не натрапват своето влияние над Югославия. Взаимоотношенията със САЩ и западните държави са нормални.

### Болест, смърт и погребение
През 1980 г. Йосип Броз Тито се разболява тежко. Една от причините за болестта му е дългогодишното пушене. На левия му крак е открито запушване на вени, през януари кракът му е ампутиран, но това не подобрява общото му състояние. Тито умира в Любляна, през нощта на 4 май 1980 г., 3 дни преди 88-ия си рожден ден. Преди това той се намира в състояние на кома в течение на над 100 дни. Погребан е в Белград, в мавзолея „Къщата на цветята“. На погребението му присъстват държавни ръководители и граждани от общо 128 държави. Единственото погребение, привлякло повече на брой хора от цял свят, е това на папа Йоан Павел II през 2005 г. Следващите 10 години на всеки 4 май в 15 часа и 5 минути цяла Югославия е отбелязвала с минута мълчание датата на смъртта на Тито.

## Памет
Награди и звания
Носител е на много международни и югославски награди. Почетен гражданин на Белград (1947), Загреб (1945), Любляна (1946), Осиек (1962), Скопие (1946).
Наименувани обекти
На Й. Б. Тито са били наименувани градове в Югославия:
- Титоград (1946 – 1992), днес Подгорица, Черна гора
- Титов Велес (1946 – 1996), днес Велес, Р Македония
- Титов Върбас (1946 – 1991), днес Върбас, Сърбия
- Титово Велене (1981 – 1991), днес Велене, Словения
- Титово Ужице (1946 – 1992), днес Ужице, Сърбия
- Титов Дървар, днес Дървар, Босна и Херцеговина
- Титова Митровица, днес Косовска Митровица, Косово
- Титова Кореница, днес Кореница, Хърватия

Неговото име носят или са носили също: улици – в Бар (Черна гора), Охрид, Омск, Луанда; площади – в Загреб, Москва; предприятия; Титов връх (дн. Голем турчин, Р Македония); астероид „Тито“ (1550).
В културата
В хърватския национален парк „Бриуни“ (или „Бриони“) на остров Голям Бриун работи музей на Тито. На Тито е посветена част от експозицията на Музея за история на Югославия в Белград.
За маршал Тито се пее в песните „Сиви соколе“ („Сапсан“), „Другарю Тито, ние ти се кълнем“ („Друже Тито, ми ти се кунемо“), „С маршал Тито“ („Уз маршала Тита“), станала химн на югославските партизани, и др.
Маршал Тито е герой и в редица игрални филми, сред които:
- „В планините на Югославия“ (U planinama Jugoslavije), 1946 г. (със СССР)
- „Освобождение“, 1968 – 1972 г. (със СССР, ГДР, Полша, Италия)
- „Сутиеска“ (Sutjeska), или „Петото натъпление“, 1973 г.
- „Ужичка република“ (Ужичка република), 1974 г.